# تخديد (عمارة)

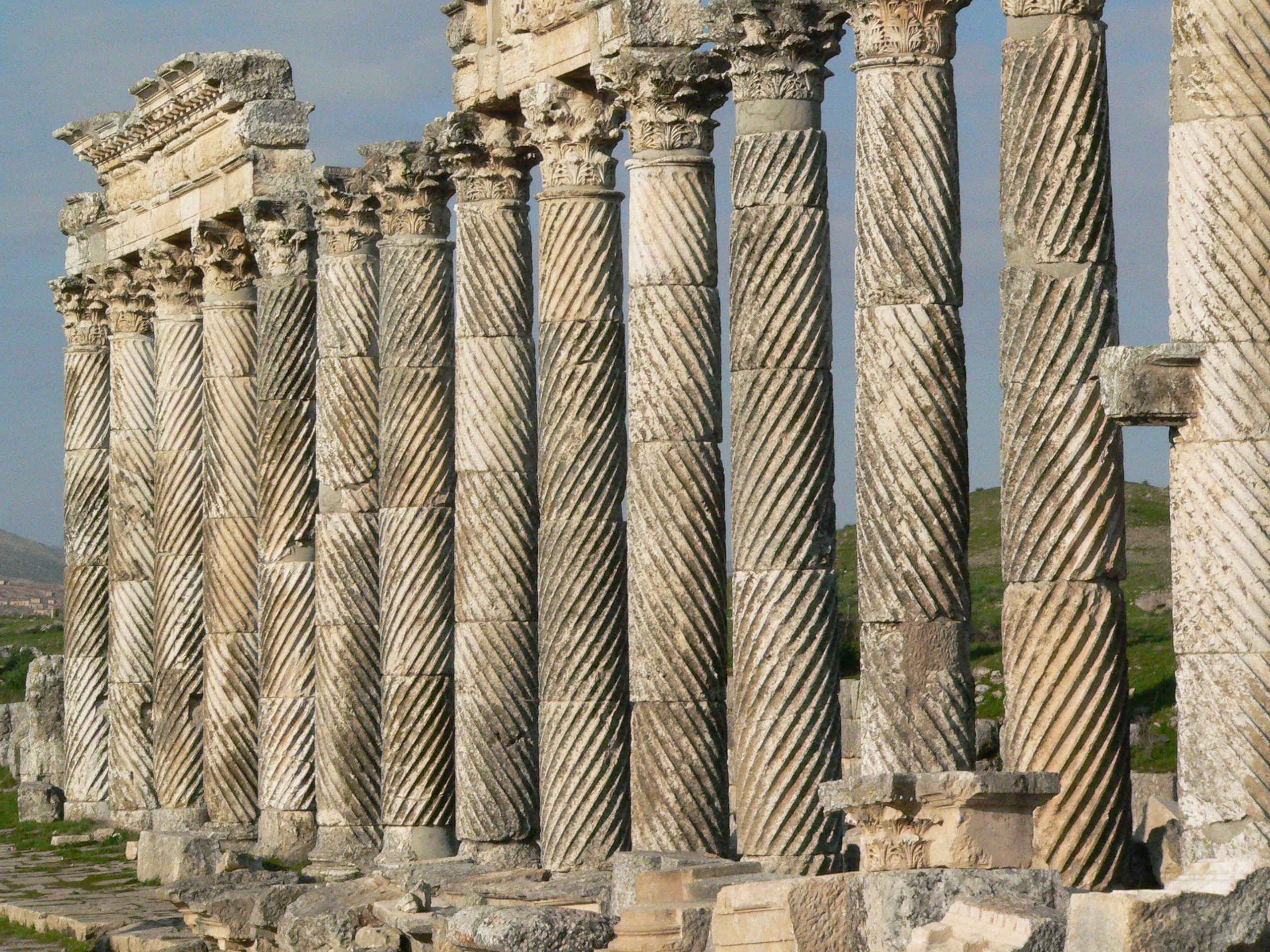
أعمدة دوامة مخدده في الرواق الكبير في أفاميا في سوريا

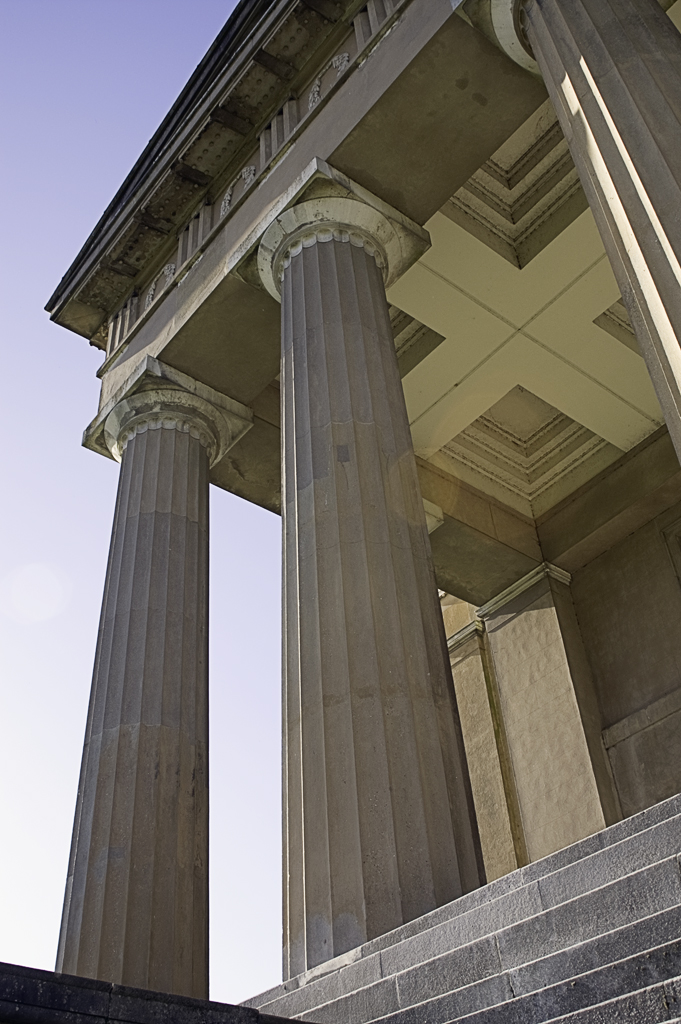
تخديد عمودي على أعمدة ترتيب Doric

التخديد في العمارة يتكون من الأخاديد الضحلة التي تكون على طول السطح.
يشير المصطلح عادةً إلى الأخاديد التي تعمل عموديًا (شاقوليًا) على جذع عمود أو حاجز، ولكن ليس بالضرورة أن يقتصر على هذين التطبيقين.

## الغرض
يعمل التخديد على تعزيز تسليط الضوء على العمود مما يساعد على ظهور العمود بشكل دائري أكثر من العمود الأملس. كعنصر رأسي قوي، له أيضًا تأثير مرئي لتقليل أي مفاصل أفقية.
نظر المهندسون المعماريون اليونانيون إلى التناغم كعنصر تصميم مهم. وعلى هذا النحو، غالبًا ما يستخدم التخديدات في المباني والمعابد لزيادة الإحساس بالتناغم. يمكن أيضًا دمجها في أعمدة لجعلها تبدو أنحف وأخف وزنًا وأكثر أناقة.
هناك جدل حول ما إذا كان التخديد قد استخدم أصلاً تقليدًا لممارسات النجارة القديمة، أو محاكاةً لعلامات القدوم على أعمدة خشبية مصنوعة من جذوع الأشجار، أو مصممًا لتقليد أشكال النباتات. في كلتا الحالتين، لم يخترعها اليونانيون الذين قاموا بنشرها، بل تعلموها من الموكيانيين أو المصريين.

### التطبيقات
تحتوي الأعمدة المخددة المصممة وفق نظام دوريي للهندسة المعمارية على 20 أخدودًا. تحتوي الأعمدة الأيونية والكورنثية والمركبة تقليديًا على 24 عمودًا. لا يتم استخدام التخديد على أعمدة نظام توسكان.
يُطبق التخديد دائمًا حصريًا على أسطوانة العمود، وقد ينشر إما بطول العمود بالكامل من القاعدة إلى القمة، أو فقط على الثلثين العلويين من أسطوانة العمود. يُستخدم التطبيق الأخير لتكملة حاشية العمود، التي تبدأ بثلث الطريق صعودًا من أسفل العمود.
يمكن أن يُطبق التخديد إلى حجر نصب قائم، والأعمدة الهيكلية، وكذلك الأعمدة المُدمجة والعضادات (شبه أعمدة) الزخرفية.

### تخديد كابلي
إذا بدا أن الثلث السفلي من الأخاديد المجوفة قد تمت إعادة ملئه بعنصر أسطواني، فقد يشار إليه باسم «تخديد الكابلات». لا يستخدم هذا العنصر الزخرفي في أعمدة نظام دوريي. قد يستخدم التخديد الكبلي لمنع الضرر وتلف الحواف الحادة للأخاديد على طول الجزء السفلي من العمود.

## أمثلة

### العمارة الكلاسيكية
في حين استخدمت المعابد اليونانية أعمدة لأغراض الحمل، استخدم المهندسون المعماريون الروماني الأعمدة في كثير من الأحيان كعناصر زخرفية. استخدم التخديد في كل من العمارة اليونانية والرومانية. 

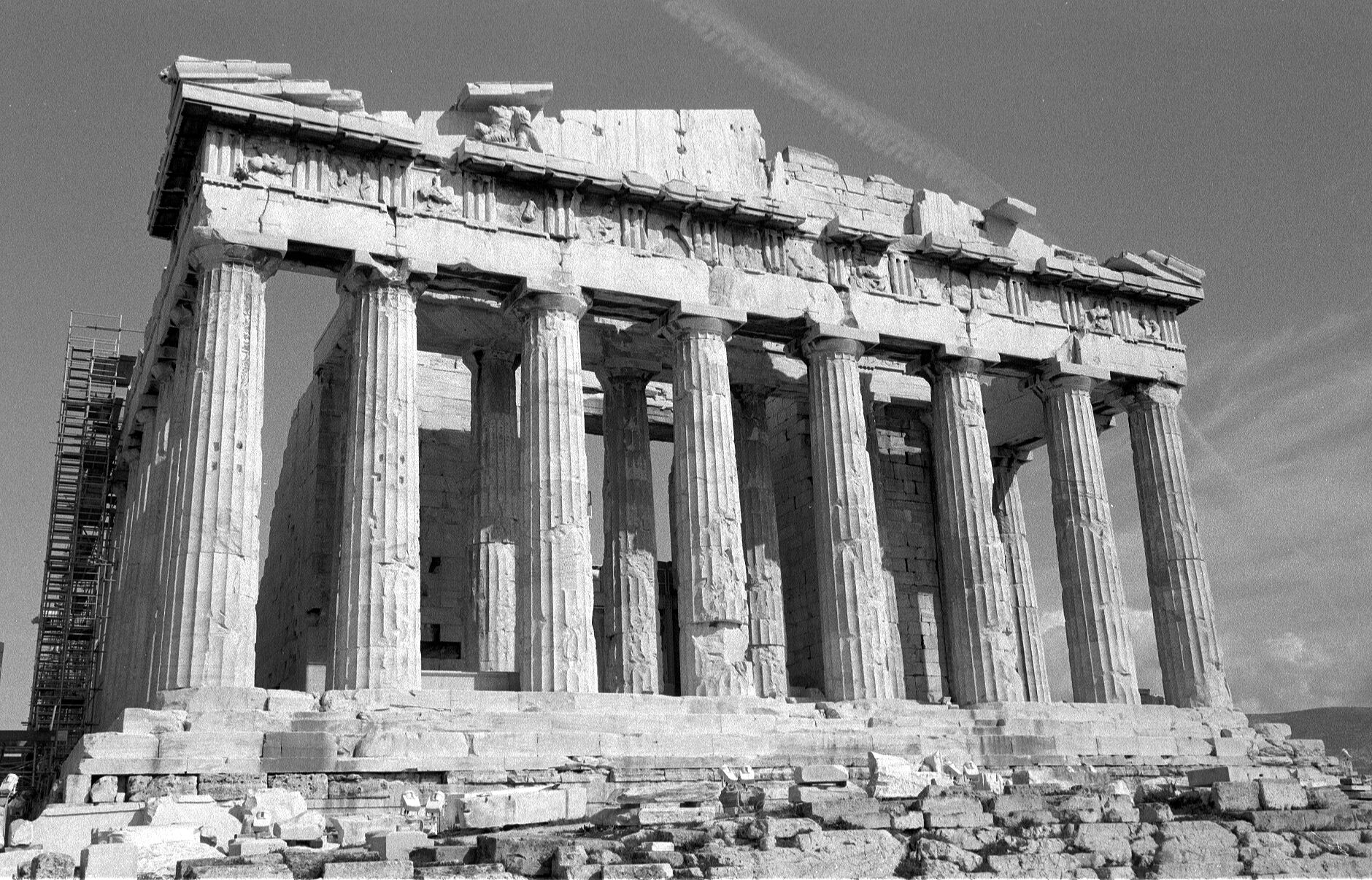
بارثينون، أكروبوليس في أثينا، اليونان
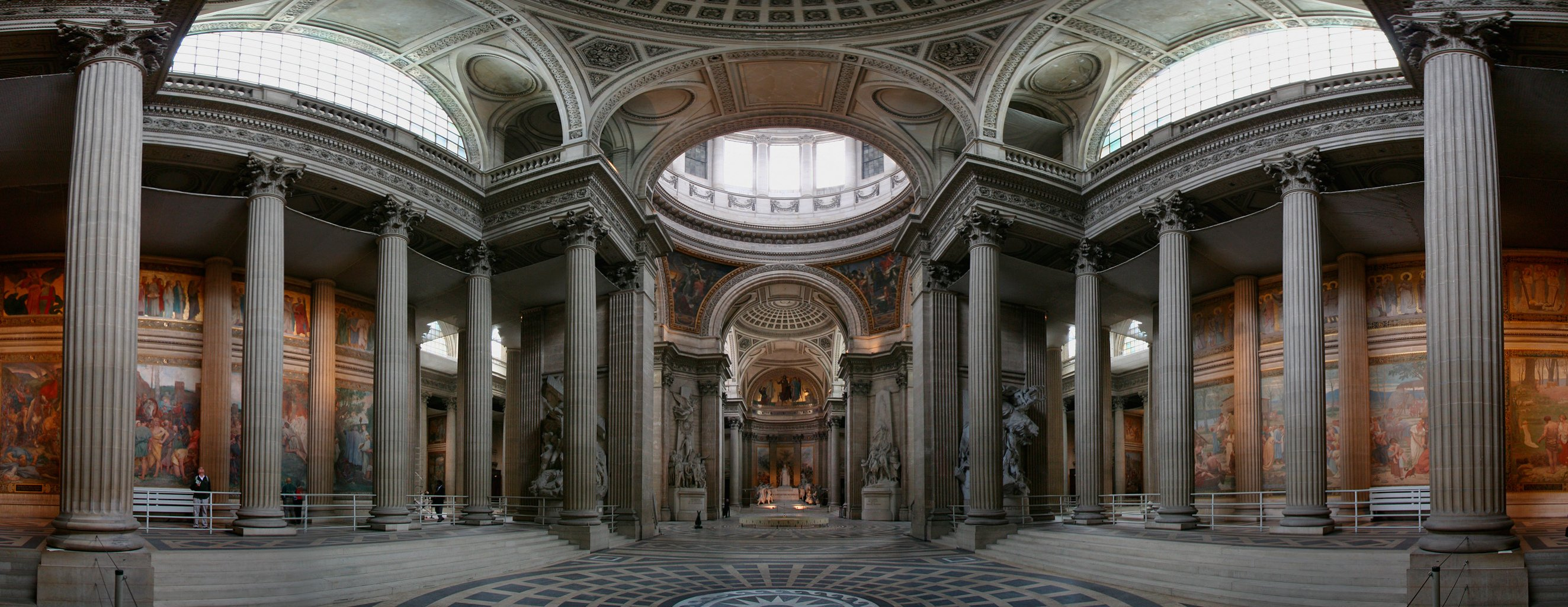
أعمدة مخددة وعضادات داخل بانثيون هادريان، روما، إيطاليا
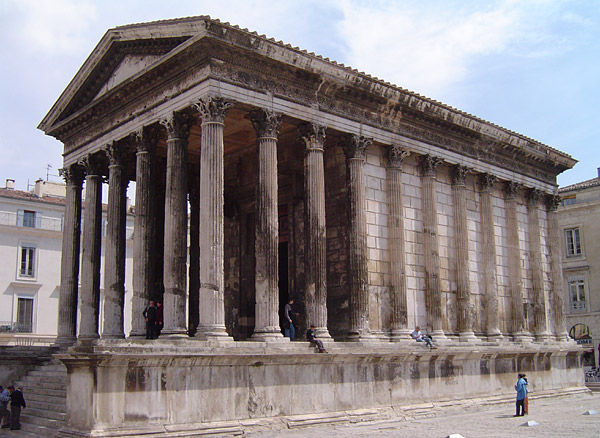
ميزون كاريه (رومانية)، نيم، فرنسا

### العمارة الفارسية
لا تتبع الأعمدة ذات الطراز الفارسي المعايير الكلاسيكية، ولكنها طورتا خلال الإمبراطورية الأخمينية في بلاد فارس القديمة. عادة ما تتميز هذه الأعمدة بأنها أعمدة مخددة ذات تيجان طويلة والتي تتميز بحيوانين مزينين جيدا. يمكن رؤية الأمثلة بشكل أوضح في أنقاض تخت جمشيد، إيران. 

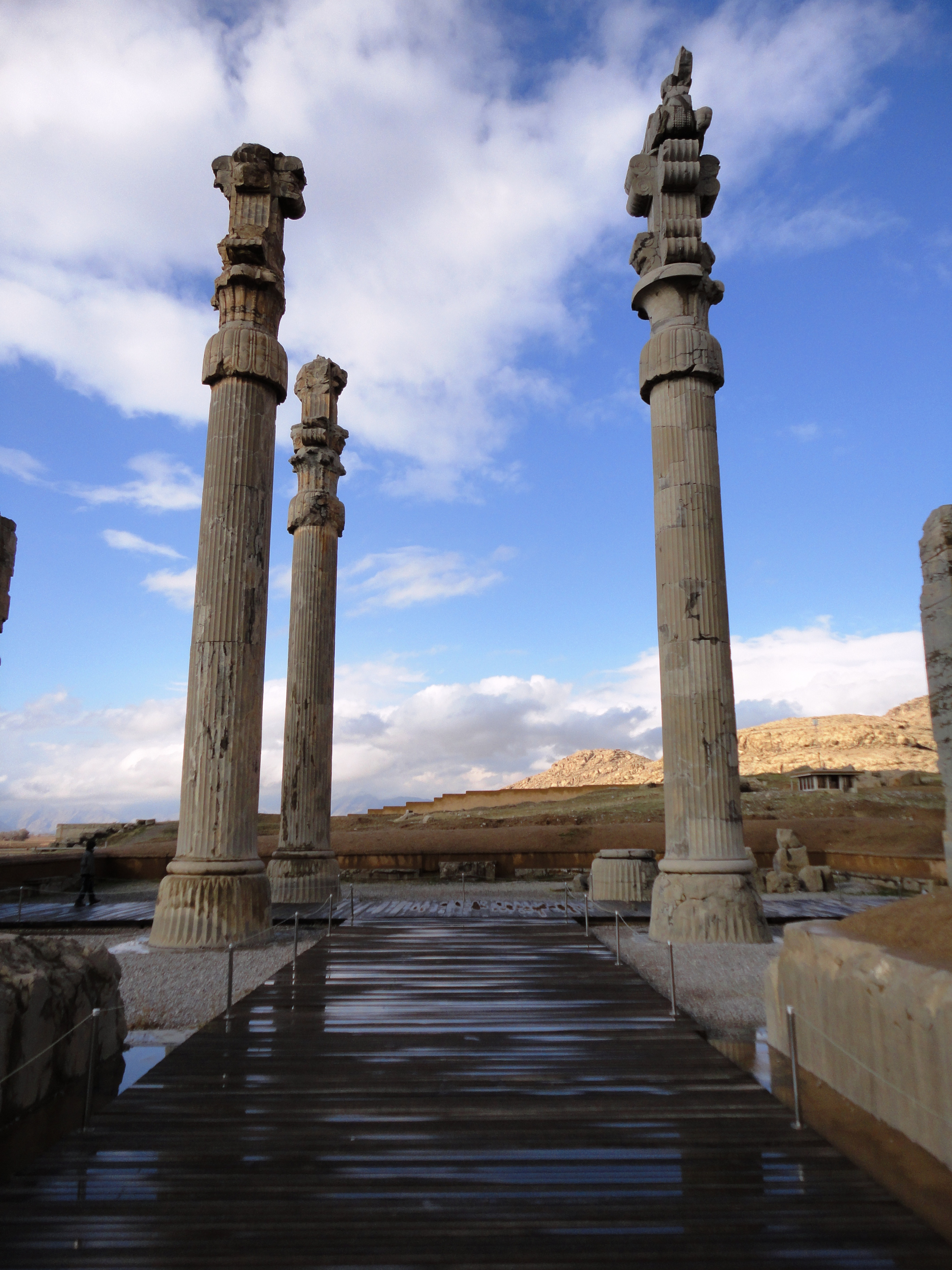
الأعمدة الفارسية في برسيبوليس، إيران
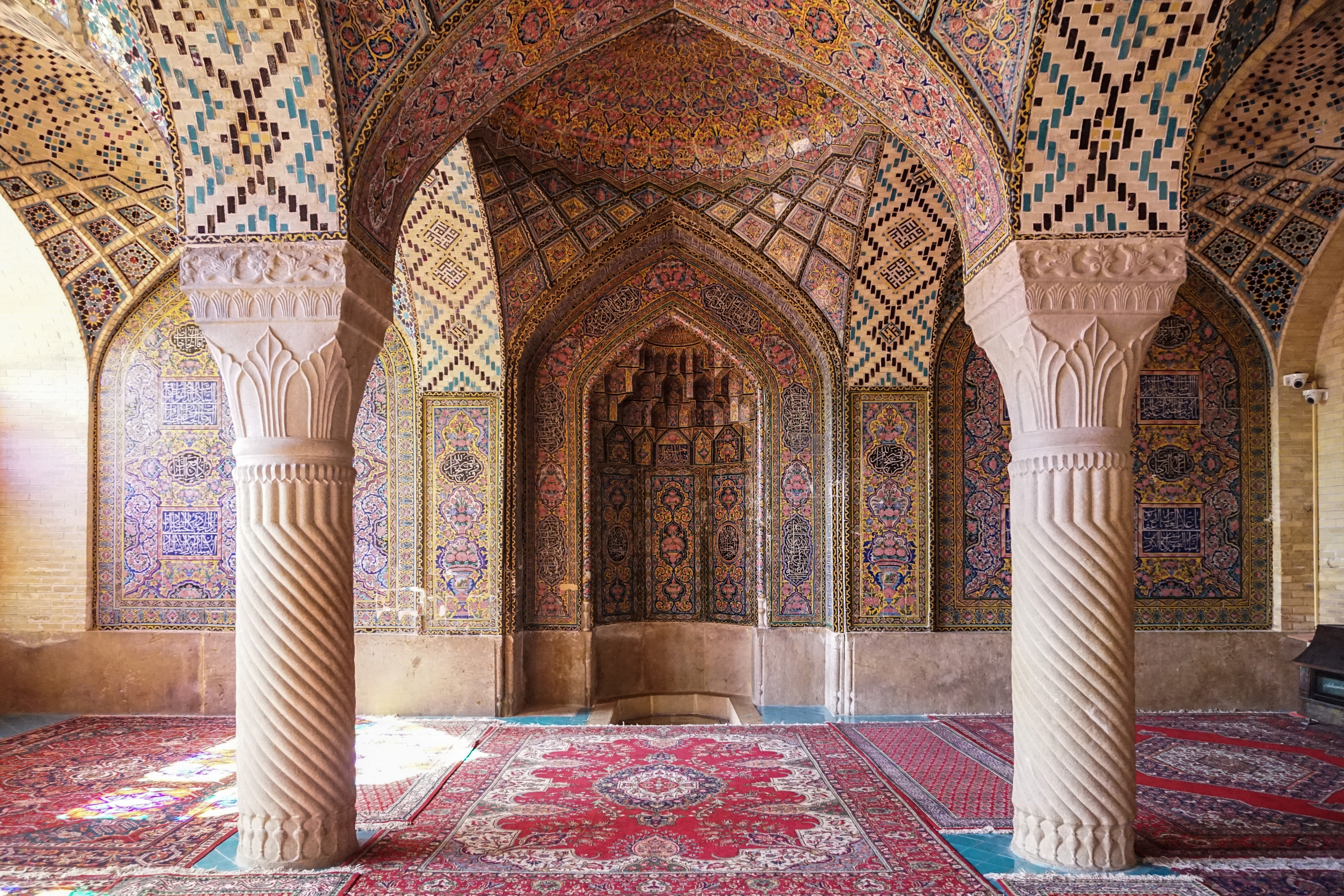
تخريم (تخديد) لولبي على أعمدة في مسجد نصير الملك في إيران

### العمارة المصرية
يمكن رؤية واحدة من أقدم الأمثلة المتبقية على التخديد في الأعمدة في مقبرة زوسر في سقارة، التي بناها إمحوتب في القرن السابع والعشرين قبل الميلاد. هذه الأعمدة مصنوعة من الحجر الجيري وتستخدم الأخاديد لتبدو وكأنها حزم من سيقان النبات. 

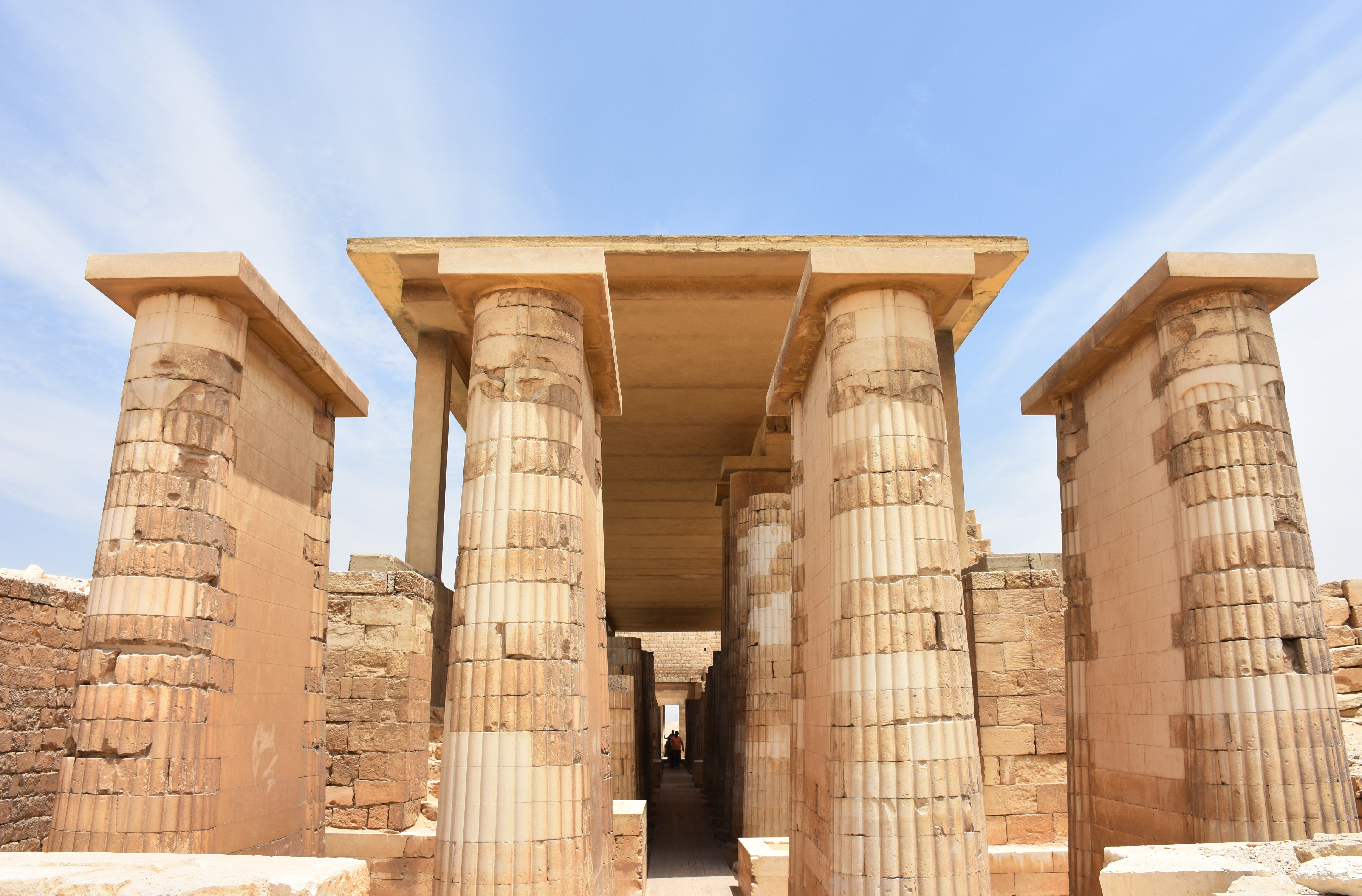
أعمدة مزخرفة مضمنة في مجمع زوسر الجنائزي في سقارة، مصر

### عمارة النهضة
ركزت عمارة عصر النهضة، التي بنيت بين القرنين الرابع عشر والسابع عشر في أوروبا، على إحياء العناصر المعمارية الكلاسيكية، بما في ذلك أعمدة النظام الكلاسيكي. 

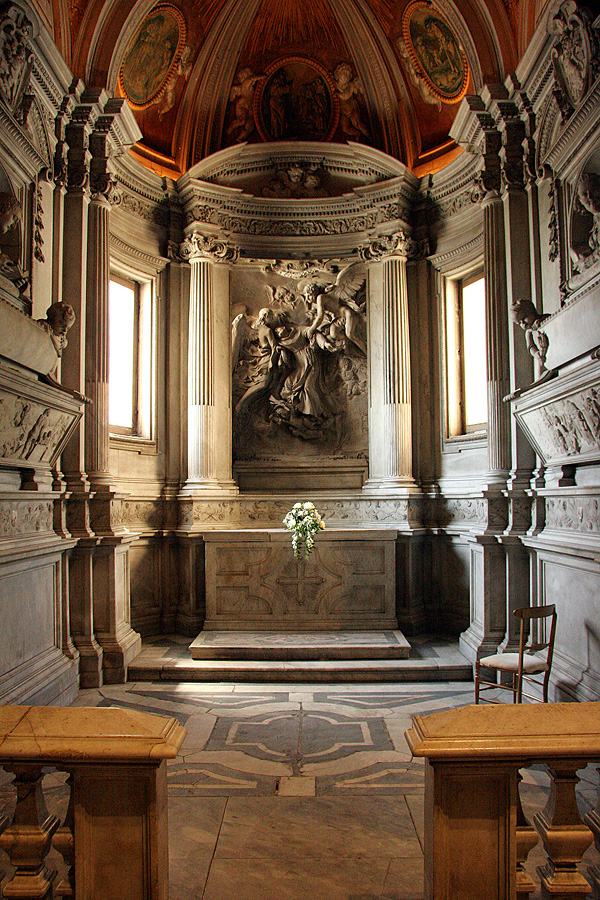
مذبح كنيسة ريموندي  [لغات أخرى]‏ في سان بيترو، مونتوريو، روما
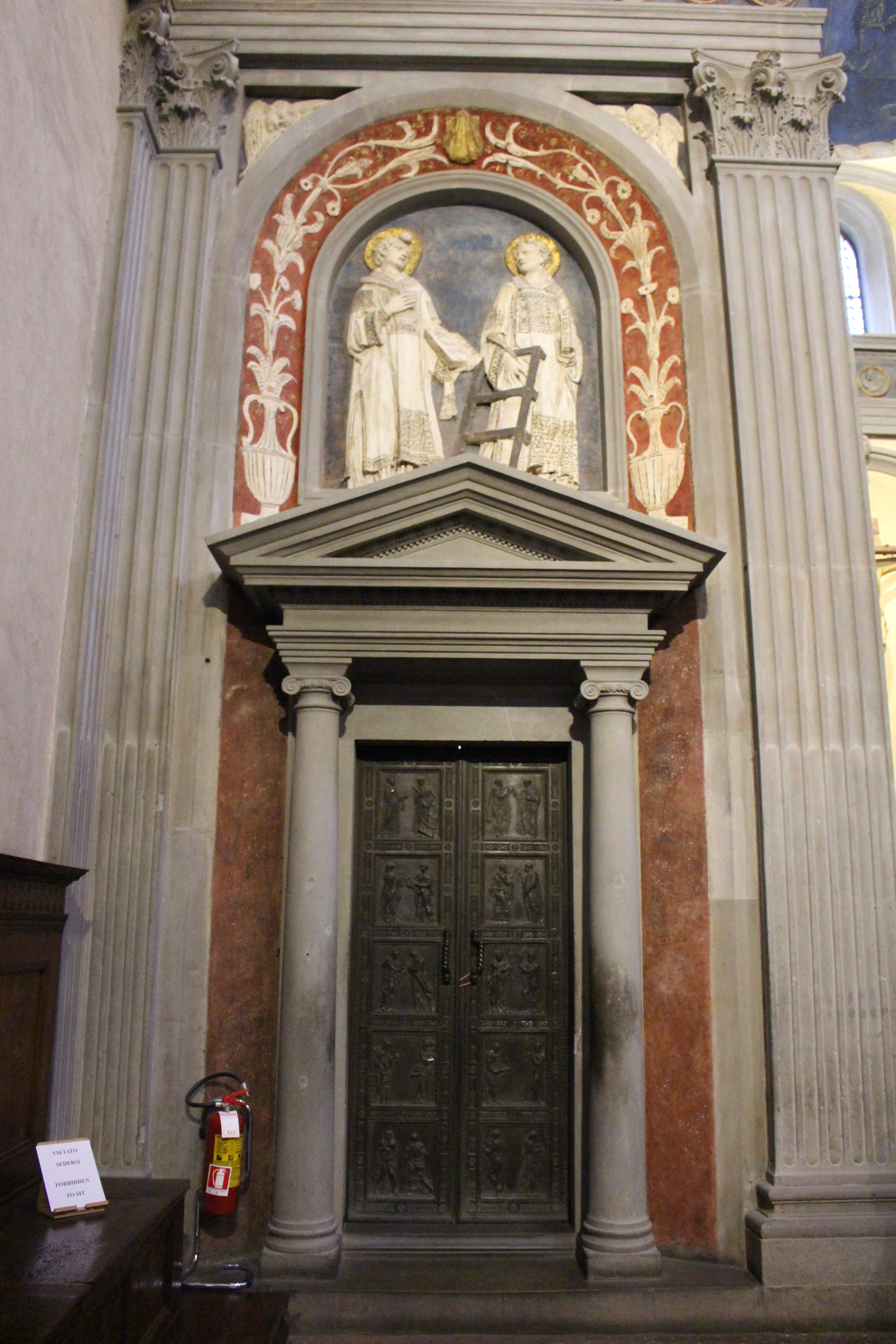
أعمدة مضمنة مخددة داخل Sagrestia Veccia، بازيليك سان لورينزو، فلورنسا

### العمارة الكلاسيكية الجديدة
الكلاسيكية الجديدة هي إحياء كلاسيكي بدأ في القرن الثامن عشر ويستمر إلى اليوم. يتجلى هذا النمط في العديد من المباني والآثار الحكومية في الولايات المتحدة، حيث كان شائعًا خلال الثورة الأمريكية. 

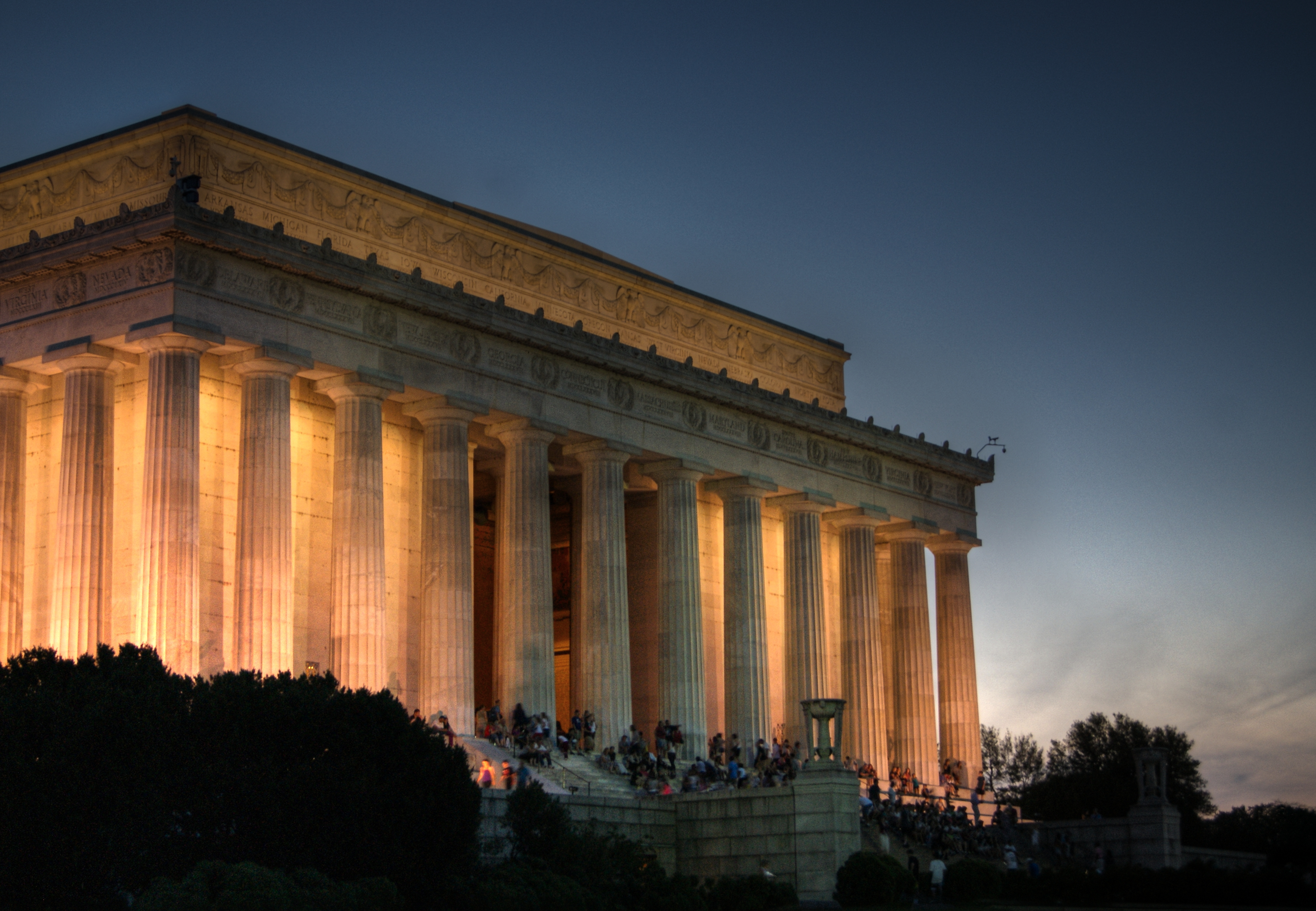
نصب لنكولن التذكاري ، واشنطن العاصمة ، الولايات المتحدة الأمريكية
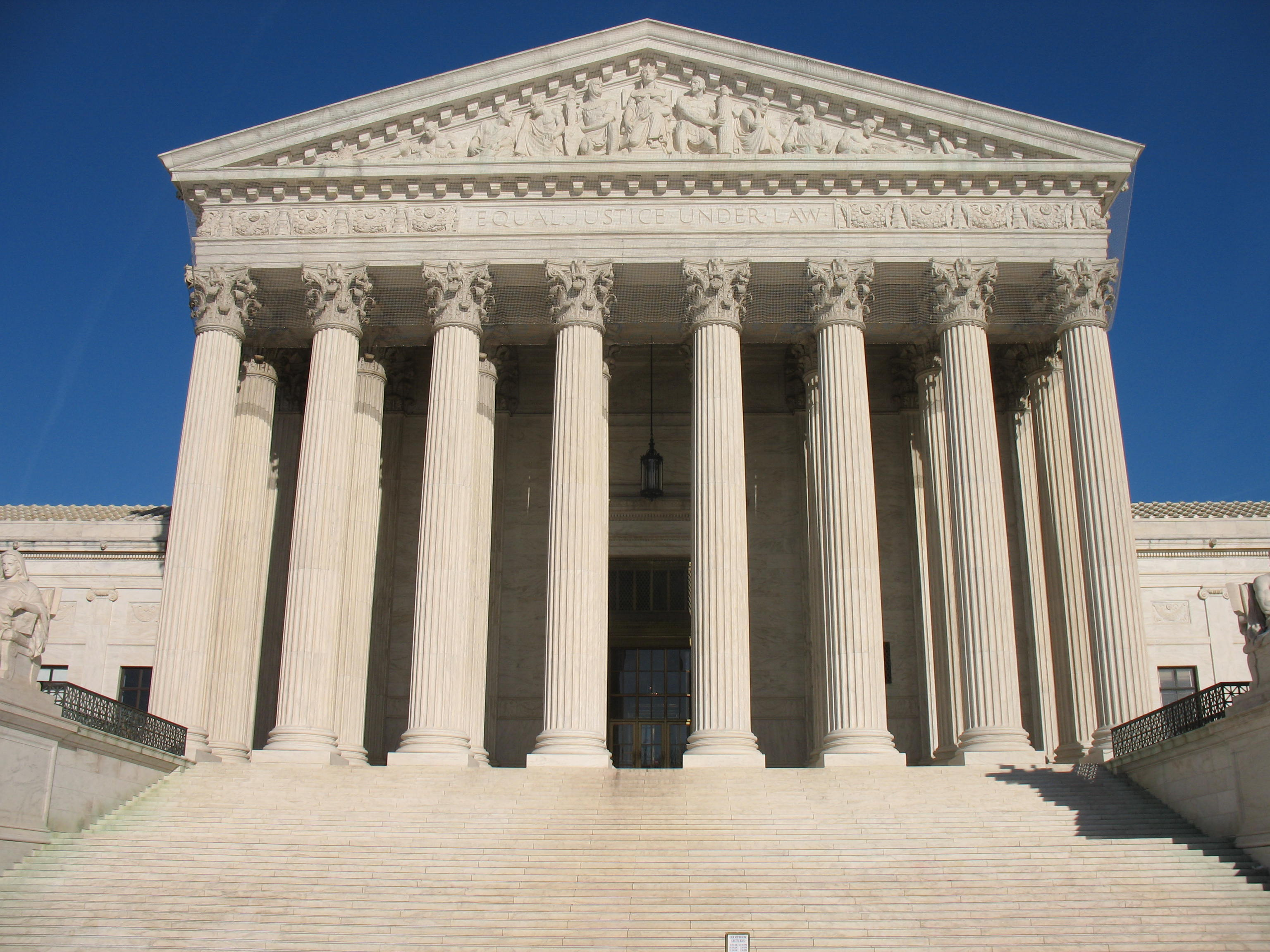
مبنى المحكمة العليا ، واشنطن العاصمة ، الولايات المتحدة الأمريكية
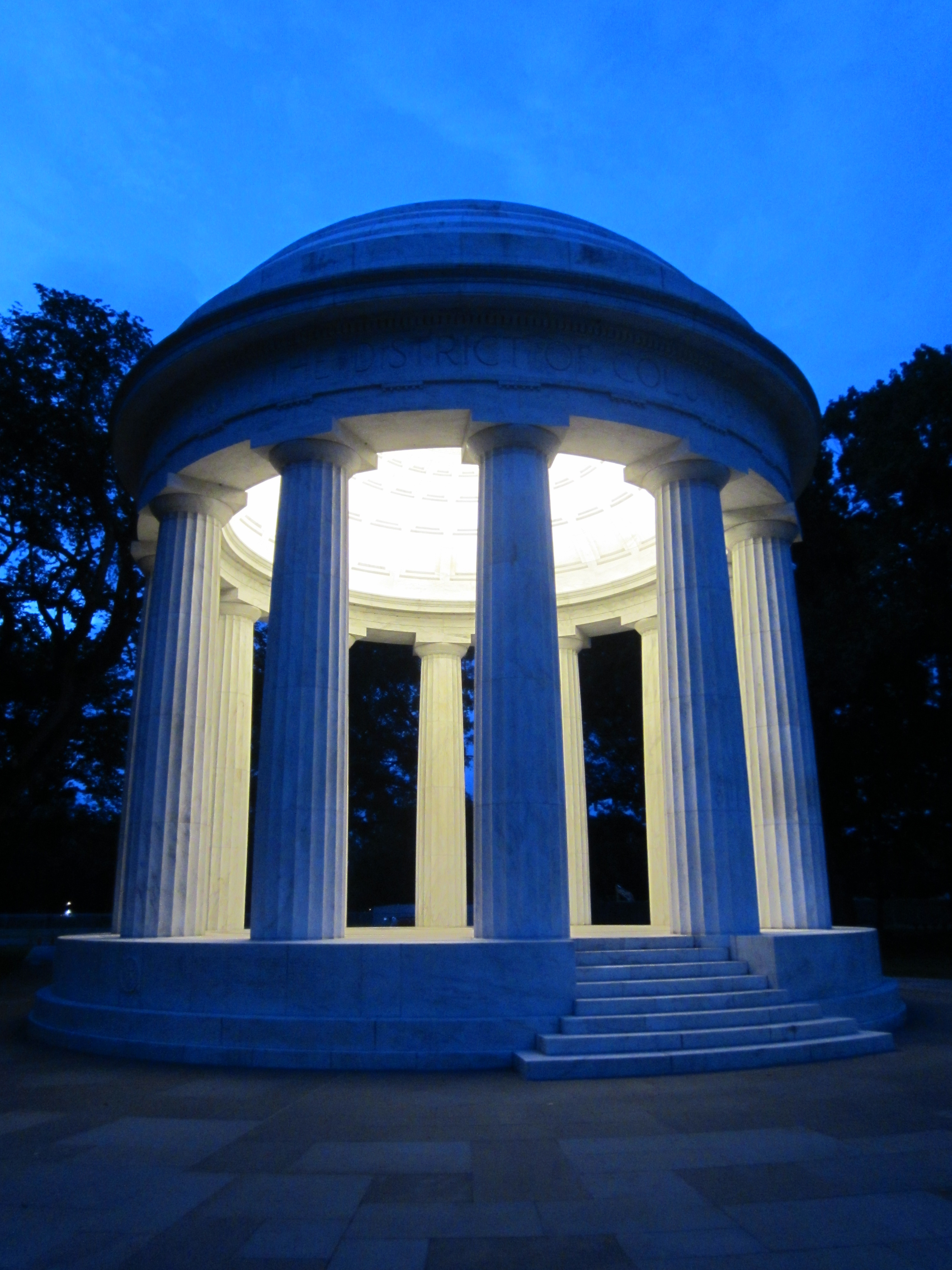
النصب التذكاري للحرب ، واشنطن العاصمة ، الولايات المتحدة الأمريكية

## روابط خارجية
- جامعة بيتسبرغ - «تخديد» من مسرد الفن والعمارة في العصور الوسطى